# Vigésima Primeira Emenda à Constituição dos Estados Unidos
A Vigésima Primeira Emenda à Constituição dos Estados Unidos (Amendment XXI) revogou a Décima Oitava Emenda à Constituição dos Estados Unidos, que determinava a proibição do álcool em nível nacional. A Vigésima Primeira Emenda foi proposta pelo 72º Congresso em 20 de fevereiro de 1933 e foi ratificada pelo número necessário de estados em 5 de dezembro de 1933. Ela é a única entre as 27 emendas da Constituição dos EUA que revogou uma emenda anterior, além de ser a única emenda a ser ratificada por convenções estaduais de ratificação.
A Décima Oitava Emenda foi ratificada em 16 de janeiro de 1919, após anos de defesa do movimento de temperança. A subsequente promulgação da Lei Volstead estabeleceu a aplicação federal da proibição do álcool em todo o país. Como muitos americanos continuaram a beber apesar da emenda, a Lei Seca deu origem a um lucrativo mercado negro de álcool, alimentando o crescimento do crime organizado. Ao longo da década de 1920, os americanos passaram a ver cada vez mais a Lei Seca como inaplicável, e um movimento para revogar a Décima Oitava Emenda cresceu até que a Vigésima Primeira Emenda foi ratificada em 1933.
A Seção 1 da Vigésima Primeira Emenda revoga expressamente a Décima Oitava Emenda. A Seção 2 proíbe a importação de álcool para estados e territórios que tenham leis que proíbam a importação ou o consumo de álcool. Vários estados continuaram a ser “secos” nos anos após a revogação da Décima Oitava Emenda. No entanto, vários estados continuam a regulamentar rigorosamente a distribuição de álcool. Muitos delegam seu poder de proibir a importação de álcool a condados e municípios, e há várias comunidades "secas" nos Estados Unidos. A Seção 2 ocasionalmente surgiu como uma questão em casos da Suprema Corte que abordam a Cláusula de Comércio [en].

## Texto
Seção 1. O décimo oitavo artigo da emenda à Constituição dos Estados Unidos é revogado.
Seção 2. Fica proibido o transporte ou a importação para qualquer Estado, Território ou posse dos Estados Unidos para entrega ou uso de bebidas alcoólicas, em violação às suas leis.

Seção 3. Este artigo ficará inoperante a menos que tenha sido ratificado como uma emenda à Constituição por convenções nos diversos Estados, conforme previsto na Constituição, dentro de sete anos a partir da data de sua apresentação aos Estados pelo Congresso.

## Histórico
A Décima Oitava Emenda à Constituição deu início a um período conhecido como Proibição, durante o qual a fabricação, a distribuição e a venda de bebidas alcoólicas eram ilegais. A promulgação da Décima Oitava Emenda em 1919 foi a maior conquista do movimento de temperança, mas logo se mostrou impopular. Os índices de criminalidade aumentaram com a Lei Seca, uma vez que gângsteres, como Al Capone, de Chicago, enriqueceram com um mercado negro de álcool lucrativo e, muitas vezes, violento. O governo federal foi incapaz de conter a onda: a aplicação da Lei Volstead provou ser uma tarefa quase impossível e a corrupção era comum entre as agências de aplicação da lei. Em 1932, o industrial John D. Rockefeller Jr. declarou em uma carta:
Quando a Lei Seca foi introduzida, eu esperava que ela fosse amplamente apoiada pela opinião pública e que logo chegaria o dia em que os efeitos nocivos do álcool seriam reconhecidos. Aos poucos e com relutância, passei a acreditar que esse não foi o resultado. Em vez disso, o consumo de álcool em geral aumentou; o speakeasy [en] substituiu o saloon; um vasto exército de infratores surgiu; muitos de nossos melhores cidadãos ignoraram abertamente a Lei Seca; o respeito pela lei diminuiu muito; e o crime aumentou a um nível nunca visto antes.
À medida que mais americanos se opunham à Décima Oitava Emenda, crescia um movimento político para sua revogação, que foi dificultada pela política de base. Embora a Constituição dos EUA preveja dois métodos para ratificar emendas constitucionais, apenas um método havia sido usado até aquele momento: a ratificação pelos legislativos estaduais de três quartos dos estados. No entanto, a opinião da época era de que os legisladores de muitos estados estavam em dívida ou simplesmente temiam o lobby da temperança.

## Proposta e ratificação

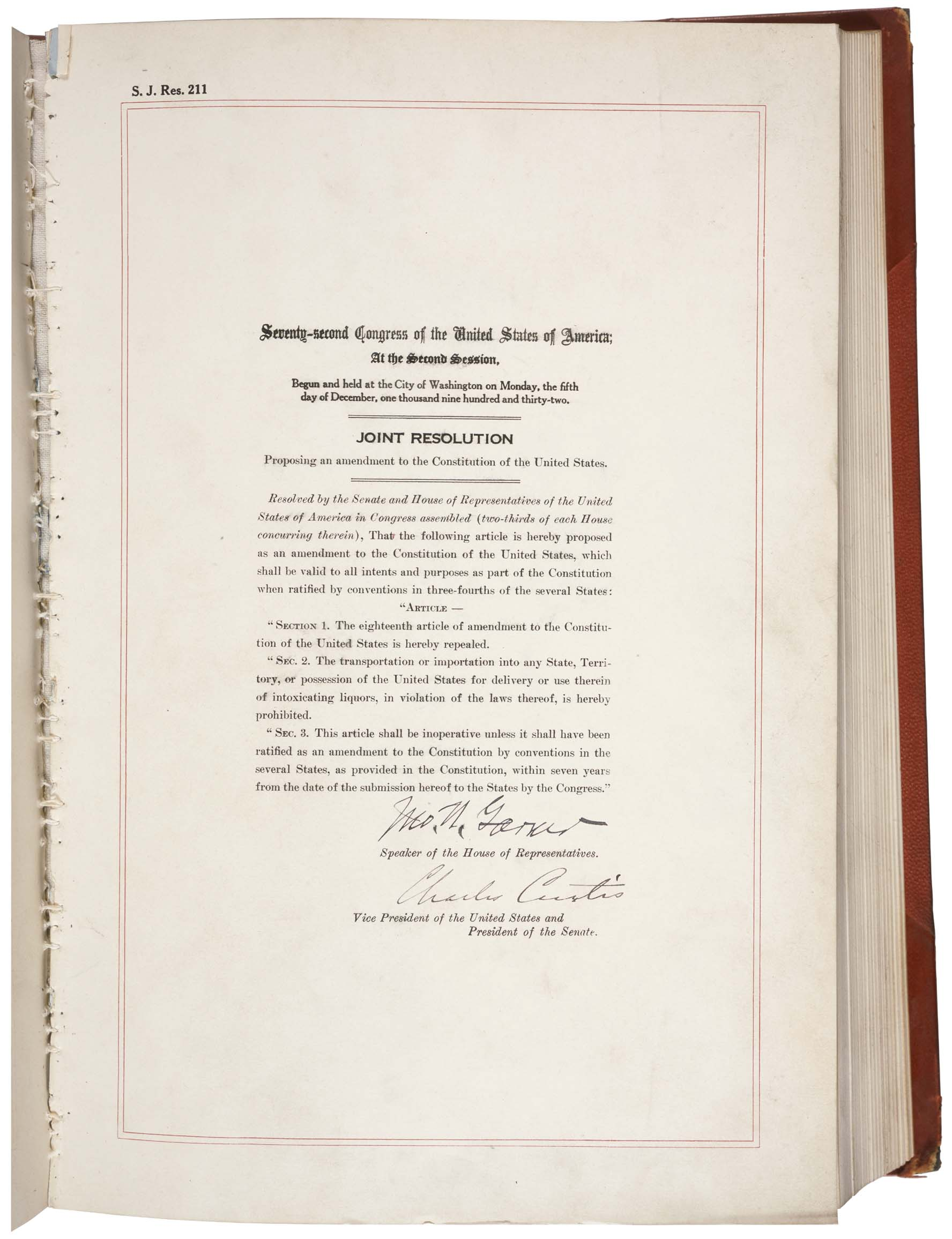
A Vigésima Primeira Emenda nos Arquivos Nacionais.

O Congresso adotou a Lei Blaine [en], que propunha a Vigésima Primeira Emenda, em 20 de fevereiro de 1933. A emenda proposta foi adotada em 5 de dezembro de 1933. É a única que foi ratificada por convenções estaduais de ratificação, especificamente selecionadas para esse fim.
A Vigésima Primeira Emenda, que pôs fim à proibição nacional, também entrou em vigor em 5 de dezembro de 1933. O Secretário de Estado em exercício, William Phillips [en], certificou que a emenda havia sido aprovada pelos três quartos dos estados necessários às 17h49, apenas 17 minutos após a aprovação da emenda pela convenção de Utah. O Presidente Roosevelt emitiu uma proclamação após a aprovação e certificação da emenda, que afirmava em parte o seguinte “Confio no bom senso do povo americano para que não traga sobre si a maldição do uso excessivo de bebidas intoxicantes em detrimento da saúde, da moral e da integridade social. O objetivo que buscamos por meio de uma política nacional é a educação de todos os cidadãos para uma maior temperança em toda a nação." O fim da proibição foi considerado responsável pela criação de meio milhão de empregos.
As várias respostas dos 48 estados são as seguintes:
- Michigan: 10 de abril de 1933 (99 a 1);[20]
- Wisconsin: 25 de abril de 1933 (15 a 0);
- Rhode Island: 8 de maio de 1933 (31 a 0);[21]
- Wyoming: 25 de maio de 1933 (65 a 0);[22]
- Nova Jersey: 1º de junho de 1933 (202 a 2);[23]
- Delaware: 24 de junho de 1933 (17 a 0);[24]
- Indiana: 26 de junho de 1933 (246 a 83);[25]
- Massachusetts: 26 de junho de 1933 (45 a 0);[26]
- Nova York: 27 de junho de 1933 (150 a 0);[27]
- Ilinois: 10 de julho de 1933 (50 a 0);[28]
- Iowa: 10 de julho de 1933 (90 a 0);[Nota 1][29]
- Connecticut: 11 de julho de 1933 (50 a 0);[30]
- New Hampshire: 11 de julho de 1933;[31]
- Califórnia: 24 de julho de 1933;
- West Virginia: 25 de julho de 1933;
- Arkansas: 1º de agosto de 1933;
- Oregon: 7 de agosto de 1933;
- Alabama: 8 de agosto de 1933;
- Tennessee: 11 de agosto de 1933;
- Missouri: 29 de agosto de 1933;
- Arizona: 5 de setembro de 1933;
- Nevada: 5 de setembro de 1933;
- Vermont: 23 de setembro de 1933;
- Colorado: 26 de setembro de 1933;
- Washington: 3 de outubro de 1933;
- Minnesota: 10 de outubro de 1933;
- Idaho: 17 de outubro de 1933;
- Maryland: 18 de outubro de 1933;
- Virgínia: 25 de outubro de 1933;
- Novo México: 2 de novembro de 1933;
- Flórida: 14 de novembro de 1933;
- Texas: 24 de novembro de 1933;
- Kentucky: 27 de novembro de 1933;
- Ohio: 5 de dezembro de 1933;
- Pennsylvania: 5 de dezembro de 1933;
- Utah: 5 de dezembro de 1933 (20 a 0);[32]

A emenda foi oficialmente adicionada à Constituição dos EUA em 5 de dezembro de 1933, quando a convenção estadual de Utah ratificou a emenda por unanimidade. A emenda foi posteriormente ratificada por convenções nos seguintes estados:
- Maine: 6 de dezembro de 1933 (72 a 0);[Nota 2][33]
- Montana: 6 de agosto de 1934 (45 a 4);[34]

A emenda foi rejeitada por unanimidade pela convenção estadual da Carolina do Sul em 4 de dezembro de 1933. Em 7 de novembro de 1933, a Carolina do Norte realizou uma votação e aproximadamente 70% de seus eleitores rejeitaram a realização de uma convenção para considerar a emenda.

## Implementação

### Controle estadual e local
O Mississippi foi o último estado a permanecer totalmente "seco". Em agosto de 1966, 19 dos condados do Mississippi votaram pela legalização do álcool. O Kansas continuou a proibir bares públicos até 1987. Atualmente, muitos estados delegam a autoridade sobre o álcool que lhes foi concedida por essa Emenda a seus municípios ou condados (ou ambos).

### Decisões judiciais
As primeiras decisões indicaram que a Seção 2 permitia que os estados legislassem com poderes constitucionais excepcionalmente amplos. No caso Conselho Estadual de Equalização v. Young's Market Co., a Suprema Corte reconheceu que “antes da Vigésima Primeira Emenda, seria obviamente inconstitucional” um estado exigir uma licença e uma taxa para importar cerveja em qualquer lugar dentro de suas fronteiras. Primeiro, a Suprema Corte considerou que a Seção 2 revogou o direito de importar bebidas alcoólicas sem ônus direto sobre o comércio interestadual, o que, de outra forma, seria inconstitucional de acordo com a Cláusula de Comércio antes da aprovação da Vigésima Primeira Emenda. Em sua segunda decisão, a Suprema Corte rejeitou uma reivindicação de proteção igualitária porque “uma classificação reconhecida pela Décima Primeira Emenda não pode ser considerada proibida pela Décima Quarta”.
Em Craig v. Boren [en] (1976), a Suprema Corte concluiu que a análise da Cláusula de Proteção Igualitária da Décima Quarta Emenda não havia sido afetada pela aprovação da Vigésima Primeira Emenda. Embora a Suprema Corte não tenha especificado se a Vigésima Primeira Emenda poderia fornecer uma exceção a quaisquer outras proteções constitucionais fora da Cláusula Comercial, ela reconheceu que “a relevância da Vigésima Primeira Emenda para outras disposições constitucionais torna-se cada vez mais duvidosa”. Da mesma forma, foi considerado que a Seção 2 da Vigésima Primeira Emenda não afeta a Cláusula de Supremacia [en] ou a Cláusula de Estabelecimento [en]. No entanto, em Craig v. Boren, a Corte distinguiu duas características de leis estaduais permitidas pela Emenda, que de outra forma poderiam ter entrado em conflito com a Constituição. As questões constitucionais em cada uma delas se concentravam em: “importação de intoxicantes, uma área regulatória em que a autoridade do Estado sob a Vigésima Primeira Emenda é transparentemente clara”; e “questões puramente econômicas que tradicionalmente merecem apenas a revisão mais branda sob a Décima Quarta Emenda”. Quanto à Cláusula do Comércio Dormente, a Suprema Corte esclareceu que, embora não seja uma revogação pro tanto, a Vigésima Primeira Emenda, no entanto, “criou principalmente uma exceção à operação normal da Cláusula do Comércio”.
Em South Dakota v. Dole [en] (1987), a Suprema Corte manteve a retenção de alguns fundos federais para rodovias em Dakota do Sul, porque a cerveja com teor alcoólico abaixo de uma porcentagem especificada poderia ser legalmente vendida a adultos com menos de 21 anos de idade no estado. Em uma opinião majoritária de 7 a 2 do presidente da Suprema Corte, Rehnquist, a Suprema Corte sustentou que a oferta de benefícios não é uma coerção que invade indevidamente a soberania do Estado. A Vigésima Primeira Emenda não poderia constituir uma “barreira constitucional independente” ao poder de gasto concedido ao Congresso nos termos do Artigo I, seção 8, cláusula 1 da Constituição. O juiz Brennan, autor da opinião da maioria no caso Craig v. Boren, apresentou uma breve dissidência baseada apenas na Seção 2. A juíza O'Connor também discordou, argumentando que “a regulamentação da idade dos compradores de bebidas alcoólicas, assim como a regulamentação do preço pelo qual as bebidas alcoólicas podem ser vendidas, está diretamente dentro do escopo dos poderes reservados aos Estados pela Vigésima Primeira Emenda”.
Em 44 Liquormart, Inc. v. Rhode Island [en] (1996), a Suprema Corte decidiu que os estados não podem usar a Vigésima Primeira Emenda para restringir a liberdade de expressão protegida pela Primeira Emenda. Rhode Island impôs uma lei que proibia anúncios que divulgassem os preços de varejo de bebidas alcoólicas vendidas ao público. Ao declarar a lei inconstitucional, a Suprema Corte reiterou que “embora a Vigésima Primeira Emenda limite o efeito da Cláusula de Comércio Dormente sobre o poder regulador de um Estado sobre a entrega ou o uso de bebidas intoxicantes dentro de suas fronteiras, a emenda não permite que os Estados ignorem suas obrigações de acordo com outras disposições da Constituição”.

Em 2005, Granholm v. Heald [en] decidiu que a Vigésima Primeira Emenda não anula a Cláusula de Comércio Dormente com relação à venda de bebidas alcoólicas e, portanto, os estados devem tratar igualmente as vinícolas de dentro e de fora do estado. A Suprema Corte criticou suas primeiras decisões sobre a questão (incluindo no caso Conselho Estadual de Equalização v. Young's Market Co.) e promulgou sua interpretação mais limitada até o momento:
O objetivo da Vigésima Primeira Emenda era permitir que os Estados mantivessem um sistema eficaz e uniforme de controle de bebidas alcoólicas, regulamentando seu transporte, importação e uso. A Emenda não deu aos Estados a autoridade para aprovar leis não uniformes a fim de discriminar produtos de fora do estado, um privilégio que eles não tinham desfrutado em nenhum momento anterior.
Em uma longa dissidência, o juiz Thomas argumentou que o significado claro da Seção 2 eliminava “qualquer dúvida quanto ao seu amplo escopo, a Emenda simplificou a linguagem da Lei Webb-Kenyon e deixou claro que os Estados poderiam regular a importação destinada à entrega no estado sem restrições negativas da Cláusula de Comércio”.